# Óscar Yépez
Óscar Roque Yépez Palomero es un actor, modelo y docente peruano, conocido por haber participado y protagonizado en obras de teatro, e interpretar el personaje recurrente de Bernardo de la Mata en la teleserie Al fondo hay sitio.

## Biografía
Proveniente de una familia de clase media alta, estudió actuación en los talleres de Alberto Ísola, Roberto Ángeles y Jorge Villanueva. Yépez comenzó su carrera artística como parte del reparto principal de la obra El estornudo de la dirección del actor Fernando Luque en 2016.
Pero fue hasta el año 2017, cuando asumiría por primera vez el protagónico con la obra teatral Oda a la luna, donde interpretaría a Abel, un chico estudioso quien junto a Marco conquistarían el corazón de Luna, la esposa de Mirko Rojo. Tras el éxito de su carrera actoral, protagoniza La última novela del inspector Torres al lado de Manuel Baca Solsol como el inspector Torres. Además, asumió el protagónico de la microobra Racumini ese año. 
Al año siguiente, protagoniza el drama Frankenstein: Jugando con fuego, donde interpretaría a Víctor Frankenstein y compartió roles al lado de los otros artistas Santiago Suárez y Valquiria Huerta. En el año 2019, fue incluido en el reparto principal de la película La pasión de Javier como Alaín y participó en la obra El feo. 
Yépez tuvo una breve aparición en la teleserie Al fondo hay sitio como Bernardo de la Mata, el saliente temporal de Macarena Montalbán, y se acreditó como coprotagonista de la película Los indomables en 2022. Previo a ello, fue parte del reparto principal de la telenovela Brujas y el comercial de la marca de cervezas Pacífico en 2021.
Continuó con sus proyectos teatrales durante el periodo 2022-2023, protagonizando la obra Los autorretratos de Egon Schiele, siendo estrenada en el Centro Cultural de la Universidad de Lima. Seguidamente, participó en las adaptaciones locales de El avaro como Valerio, La vida es sueño bajo el personaje del príncipe Astolfo y Otelo de la dirección de Jean Pierre Gamarra en el papel de Casio, en esta última estrenada en el Teatro Municipal de Lima.

## Filmografía

### Televisión
| Año  | Título             | Rol                 | Notas                  | Emisión            |
| ---- | ------------------ | ------------------- | ---------------------- | ------------------ |
| 2022 | Al fondo hay sitio | Bernardo de la Mata | Recurrente             | América Televisión |
| 2024 | Nina de azúcar     | Cobrador            | Antagonista recurrente | América Televisión |
| 2025 | Brujas             | Ricardo             | Reparto recurrente     | Vix                |

### Cine
| Año  | Título              | Rol               | Notas             |
| ---- | ------------------- | ----------------- | ----------------- |
| 2019 | La pasión de Javier | Alaín             | Reparto principal |
| 2022 | Los indomables      | mariscal Martínez | Coprotagonista    |

### Teatro
| Año       | Título                                | Rol                 | Notas             |
| --------- | ------------------------------------- | ------------------- | ----------------- |
| 2016      | El estornudo                          |                     | Protagonista      |
| 2017      | Oda a la luna                         | Abel                | Protagonista      |
| 2017      | La última novela del inspector Torres | Inspector Torres    | Protagonista      |
| 2017      | Racumini                              |                     | Coprotagonista    |
| 2018      | Frankenstein: Jugando con fuego       | Víctor Frankenstein | Protagonista      |
| 2019      | El feo                                |                     | Reparto principal |
| 2022      | El avaro                              | Valerio             | Reparto principal |
| 2022      | Los autorretratos de Egon Schiele     | Egon Schiele        | Protagonista      |
| 2022-2023 | La vida es sueño                      | Príncipe Astolfo    | Reparto principal |
| 2022      | El misántropo                         | El Filinto          | Reparto principal |
| 2023-2024 | Otelo                                 | Casio               | Reparto principal |
| 2023      | Salomé                                |                     | Reparto principal |
| 2024-2025 | Hamlet                                |                     | Reparto principal |